# Рикардо Ђакони
Рикардо Ђакони (итал. Riccardo Giacconi; Ђенова, 6. октобар 1931—Сан Дијего, 9. децембар 2018) био је амерички астрофизичар италијанског порекла. Добитник је Нобелове награде за физику 2002. за научне доприносе који су довели до открића извора космичког рендгенског зрачења.
Био је професор физике и астрономије на Универзитету Џонс Хопкинс (1982—1997) и професор истраживач (од 1998). У исто време био је и генерални директор Европске јужне опсерваторије (ESO) (1993—1999). Радио је као главни истраживач на пројекту НАСА Чандра опсерваторија икс-зрака.